# 下三永福本インターチェンジ
下三永福本インターチェンジ（しもみながふくもとインターチェンジ）とは、広島県東広島市西条町福本にある東広島呉自動車道のインターチェンジである。仮称は下三永インターチェンジだった。

## 歴史
- 2007年（平成19年）11月3日：上三永IC - 馬木IC間開通に伴い、供用開始[1]。

## 周辺
- 東広島駅（JR西日本・山陽新幹線）

## 接続する道路
- 直接接続
  - 広島県道32号安芸津下三永線

## 料金所
国土交通省が管轄する無料区間の為、料金所は設置されていない。

## 隣
E75 東広島呉自動車道
(2)上三永IC - (3)下三永福本IC - (4)馬木IC